# Hans Böhm
Hans Böhm, také Hans Behem nebo Böheim, „Bubeník či pištec z Niklashausenu“ (* kolem 1458 Helmstadt – 19. červenec 1476 Würzburg) byl lidový kazatel a náboženský blouznivec, iniciátor mariánské pouti do Niklashausenu. Byl upálen jako kacíř.

## Život
V roce 1476 tento mladý pastevec a vesnický hudebník kázal lidu, že se mu ve snu zjevila Matka Boží. Prý mu zvěstovala, že v budoucnu nemá být ani papež, ani císař, že poplatky a robota mají být zrušeny a les, voda a louky mají být obecným majetkem. Hlásal „nové království boží na zemi". Zvláště jeho tvrzení, že půda má být odebrána vrchnostem a rozdělena mezi sedláky, mělo velký ohlas. Jeho kázáním prý naslouchalo více než 40 tisíc sedláků.
Mladý kazatel se navíc pokusil své představy uskutečnit a volal do zbraně. Biskupovi ve Würzburgu Rudolfovi II. se však podařilo uchlácholit dav, který přitáhl k jeho zámku (asi 16 tisíc lidí), a potom povstalce se svými rejtary přepadl a rozprášil.
Hans byl jako kacíř odsouzen k smrti a 19. července 1476 ve Würzburgu upálen.

## Zajímavosti
- O Hansovi psal v práci Německá selská válka i spoluzakladatel marxismu Friedrich Engels.[5]
- V roce 1970 natočil německý režisér Rainer Werner Fassbinder (společně se spolupracovníkem z raného období své kariéry Michaelem Fenglerem) televizní film Die Niklashauser Fart [Niklashausenské putování], v němž srovnává soudobou společenskou situaci s osudy Hanse Böhma.